# 宇和島港

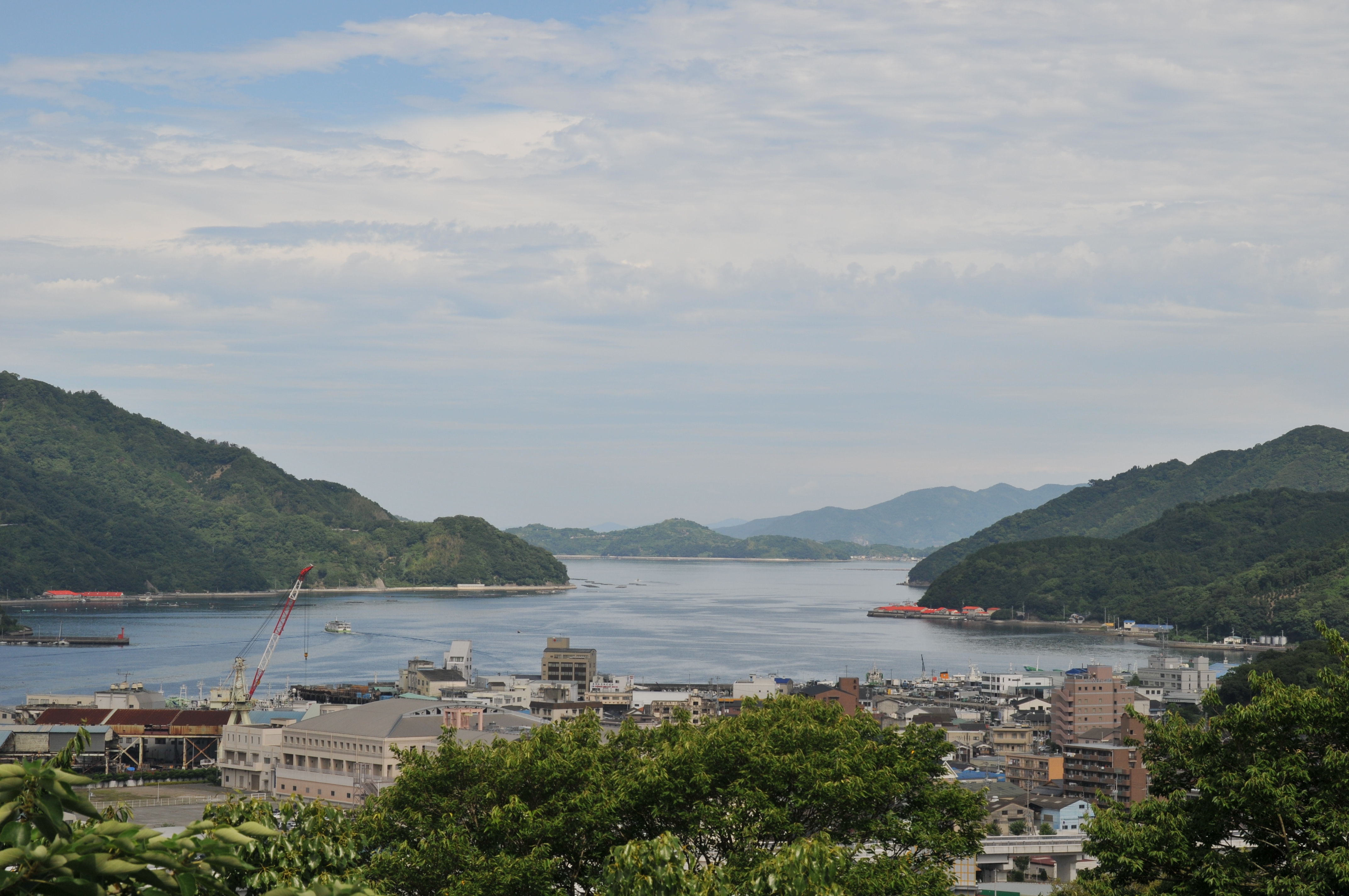
宇和島港

宇和島港（うわじまこう）は、愛媛県宇和島市に位置する港湾。重要港湾。

## 概要
宇和島港は西に宇和海を臨み、湾口中央には周囲10km余の小島・九島が横たわり、自然の防波堤が形成されている。このため、毎年台風時には沿岸諸港よりはもちろん、大型船も避難して来る等、従来より天然の良港と称されてきた。
市街の背後に位置する鬼ヶ城山は宇和島港入港の目印、あるいは宇和島市のシンボルとなっている。
なお、宇和島市には漁港が多く存在し、吉田町、津島町との平成の合併によりさらに増えている。

## 歴史
宇和島港の建設は、1615年（元和元年）初代宇和島藩主伊達秀宗の治世に現在の樺崎に台場が設けられたのが嚆矢とされている。宇和島藩は、周囲を高い山と峠でさえぎられ、物資の輸送には船舶に頼るほかなく、また参勤交代に海路を利用していたこともあって海上交通に深い関心を示していた。1859年（安政6年）には、宇和島藩は西洋型蒸気船を建造し、慶応2年（1866年）には英国の軍艦が入港した記録がある（英国艦隊の来航について参照） 等、歴代の宇和島藩主は港湾・海運を重視してきた。
その後明治期に入り、1900年（明治33年）には城堀を埋立て内港の築造に取り組み、航路、泊地の浚渫と浅海部の埋立てを行い、市街地、荷役用地、野積場等の造成と接岸施設の整備を進め、1953年（昭和28年）10月には県の管理する港湾となり、1960年（昭和35年）に港湾法上の重要港湾に指定された。1971年（昭和46年）7月1日には関税法上の開港に指定された。

## 背後圏
宇和島港の背後圏である宇和島市を中心とした南予地域は、柑橘類・水産養殖・真珠養殖等の第一次産業に特化しており、貨物についても、一般物資のほか、鮮魚関係、飼料・餌料等の扱いが多い。その反面、製造業の集積が乏しく、原材料・部品・半製品・完成品等の荷扱いは少ない。

## 航路

### 定期航路の現況
日振島、戸島、嘉島など近隣の島々と結ぶ定期航路（盛運汽船）を有し、人々の生活交通の手段として利用されている。
対岸の九州・大分県と結ぶフェリー航路もかつては存在したが、現存していない。九島と結ぶえひめ南汽船のフェリー航路は、九島大橋の開通に伴い2016年4月3日の運航をもって廃止された。また、本港を発祥地とする宇和島運輸も本港に寄港する路線は現存しておらず、本社も八幡浜市に移している。
運航している航路
- 盛運汽船 - 日振島、戸島、嘉島方面。

### 航路の変遷
宇和島港をとりまく地域はリアス式海岸が続き、半島や離島が多く、道路や鉄道の整備が遅れたこともあって、浦々を結ぶ旅客船航路は地域住民の交通手段として、なくてはならないものであった。このため、古くから宇和島港と南予地域の各港・浦とを結ぶ航路が開設されていた。
宇和島から阪神や九州各地を結ぶ航路は明治以前から開設されていたが、個人経営の船問屋や回漕業者によるものが主であった。1884年（明治17年）5月、60余りの船主が集まり大阪商船を設立したが、運賃や荷扱い等に地元の不満がくすぶり、およそ半年後の1884年（明治17年）12月には地元経済人有志により宇和島運輸会社が設立された。1885年（明治18年）5月には第1船「第1宇和島丸」が就航し、両社は誘客（誘貨）を競った時期もあったが、1906年（明治39年）に協定を締結した。
当時は瀬戸内海の各港へ寄航しつつの航海であり、宇和島港から大阪港まで3日、1往復に8日を要した。それでも帆船による頃と比べると、所要時間の短縮は画期的といえるものであった。
明治半ば頃、宇和島は周辺の町や村の物資の集散地となっており、各地からは船舶を利用して宇和島に商品作物等を送り、帰り荷に日用品等を積むというパターンであった。これらは自己所有の小型船舶によっており、不便をかこっていた。やがて南宇和郡の一帯で、宇和島と結ぶ沿岸航路開設の気運が高まり、日清戦争後に御荘の平城の有志によって船会社が設立され、御荘丸が投入され、後に第二船も投入されるなど、大いに利用された。
その後、明治40年代に入ると、同様に宇和島近辺でも沿岸航路が必要との認識が高まり、宇和島運輸により宇和島－吉田の航路の運航が開始された。これに続き、また海運業の隆盛を背景に新造船や中古船舶の買取りによる船会社の設立がみられ、八幡浜-遊子-下灘の運航や、御荘、奥南（吉田町）、俵津、狩江、高山（以上明浜町）、三浦の各村において運航が始まっている。
1933年（昭和8年）には盛運社（後の盛運汽船）が設立され、尾道・下灘・北灘・蒋淵（こもぶち）・下波（したば）・玉津・内海などの航路が開かれた。
ただ、当時、船会社は乱立気味であり、日本の対外戦争による経済混乱や戦時下の統制、船舶の徴用を経て、終戦を迎えた。日本は戦争で大半の船舶を失ったが、当地域においても同様であった。その後の経済復興・発展により船会社も再起を果たすことが出来た。
ただ、その後、海上交通に依存していた当地域においても陸上交通網が次第に整備が進み、離島や一部半島地域を除いて沿岸航路は活躍の場を狭められることとなった。期待された九州とのカーフェリー航路についても、八幡浜港等の港間の競争が激しく、現在では宇和島港と九州とを結ぶ定期航路は残存していない。また、南予レクリエーション都市開発によるレジャー関係の船舶の基地となることも期待されたが、石油危機等の経済の荒波を受けて同計画が中途半端なものに終わり、期待されたレジャー需要は誘発されていない。